# ميخائيل اليشين
ميخائيل اليشين (بالروسية: Алёшин, Михаил Петрович)‏ مواليد 22 مايو 1987 في موسكو، هو سائق فورملا 1 روسي.

## سباقات شارك فيها
- لو مان 24 ساعة
- بطولة فورمولا 3 الألمانية
- سلسلة إندي كار
- إنديانابوليس 500

## وصلات خارجية
- ميخائيل اليشين على موقع Racing-Reference.info (الإنجليزية)
- ميخائيل اليشين على موقع DriverDB.com (الإنجليزية)
- الموقع%20الرسمي